# Томас Сангстер
Томас Броді Сангстер (англ. Thomas Brodie Sangster; нар. 16 травня 1990, Лондон) — британський актор, відомий своїми ролями у фільмах «Реальна любов» (2003), «Моя жахлива няня» (2005), «Останній легіон» (2007), «Стати Джоном Ленноном» (2010), «Той, що біжить лабіринтом» (2014), «Той, що біжить лабіринтом: Випробування вогнем» (2015) «Той, що біжить лабіринтом: Ліки від смерті» (2018).

## Біографія
Томас Сангстер народився на південній частині Лондона в 1990 році, де він зараз і живе з сестрою Авою і батьками, акторами Ташою і Марком Сангстером. Його мати, актриса, знялася в декількох фільмах BBC, тоді як його батько, який, до речі, був музикантом, брав участь у мюзиклі The Lion King. Він також є троюрідним племінником Г'ю Гранта: його прабабуся, Барбара Бертрам і бабуся Гранта були сестрами. Томас захоплюється малюванням, тенісом і скейтбордінгом.
Його зріст 1,79 м. Він є випускником Pimlico School в Pimlico, Лондон.

## Особисте життя
З 2012 зустрічався з акторкою Ізабеллою Меллінґ, у 2016 році пара розійшлася
З лютого 2019 року зустрічається з моделлю та фотографом Джи Віздом, вона публікувала спільні з актором фото в своєму інстаграмі.
у березні 2022 року стало відомо що Джи та Томас розійшлися.
З 2024 року Томас Сангстер одружений з актрисою Талулою Райлі, раніше вони познайомилися на зйомках міні-серіалу "Pistol"

## Професійна діяльність
Перша роль Томаса була в телевізійному фільмі BBC «The Adventures of Station Jim». Згодом він зіграв ще в декількох телевізійних фільмах, наприклад, головну роль в «Дівчині Боббі і Листівки для чуда» (заснованої на історії Крейга Шерольда), а також у «Stig of the Dump». Томас отримав нагороду «Best Actor in a mini-series» у 2003 році на кінофестивалі в Монтекарло за його роль у фільмі «Entrusted». Ще одним фільмом BBC, в якому брав участь Сангстер, став мінісеріал 2004 «Хлопчик у пір'ї».
Фільм «Реальна любов», в якому він зіграв прийомного сина героя Ліама Нісона, був його першою роллю у великому кіно. Для цієї ролі Томас вчився грати на барабанах разом зі своїм батьком. Він був номінований на премії «Золотий Супутник», «Phoenix Film Critics Society Awards» та «Young Artist Award» за роль в цьому фільмі.
Наступного разу Сангстер з'явився в адаптації новели «Feather Boy», а також зіграв юного Трістана у фільмі «Трістан та Ізольда». У 2005 році Томас знявся в комерційно успішному фільмі «Моя жахлива няня», в ролі найстаршого з семи дітей. А в наступному році отримав «British Teen Choice Award».
У 2007 він з'явився в двох епізодах («Людська Природа» і «Сімейство Крові») третього сезону серіалу Доктор Хто. У тому ж році він озвучив Ферба Флетчера в діснеївському мультсеріалі «Фінеас і Ферб» і знявся у фільмі «Останній Легіон». У 2008-му році він брав участь разом з Бобом Госкінсом у зйомках фільму «Піноккіо». Приблизно в той же час Стівен Спілберг вибрав Томаса для ролі Тінтіна, однак через те що фільм був відкладений, Сангстер не зміг брати участь у його зйомках. У 2009 році він взяв участь у зйомках фільму «Яскрава зірка», присвяченому взаєминам поета Джона Кітса зі своєю коханою. Тоді ж Томаса затвердили на роль юного Пола Маккартні, у фільмі «Хлопчик з нізвідки» — художньої біографічній драмі про юнацькі роки Джона Леннона. Для цієї ролі йому довелося практично заново вчитися грати на гітарі, а все тому, що Сангстер правша, а Маккартні лівша. Фільм вийшов на екрани в 2010 році.

### Brodie Films і Winnet music
У 2006 році Томас Броді Сангстер і його мати, Таша Бертрам, створили компанію Brodie Films, мета якої — створити можливості в кіноіндустрії для нових британських талантів — інноваційних сценаристів, акторів і режисерів.
```
Ми хочемо створювати британські фільми, що фокусуються на інтригуючих сферах життя, які залишають глядача під тривалим враженням.
```

У січні 2010 року Томас почав грати на басу в групі «Winnet». Примітно, що вокалісткою в цій групі є його мати. Також в цій групі бере участь і його сестра.

## Фільмографія
| Рік  | Оригінальна Назва                         | Українська Назва                               | Роль                           | Примітки                                                            |
| ---- | ----------------------------------------- | ---------------------------------------------- | ------------------------------ | ------------------------------------------------------------------- |
| 2001 | The Adventures of Station Jim             | Пригоди Джима                                  | Генрі                          | Телефільм                                                           |
| 2001 | Miracle of the Cards                      | Листівки для чуда                              | Крейг Шерольд                  | Телефільм                                                           |
| 2002 | Mrs. Meitlemeihr                          | Місіс Мейтлемейхер                             | Хлопчик                        | Телефільм                                                           |
| 2002 | London’s Burning                          | -                                              | Стівен                         | Серіал, сезон 14, епіход 6                                          |
| 2002 | Bobbie's Girl                             | Дівчина Боббі                                  | Алан                           | Телефільм                                                           |
| 2002 | Stig of the Dump                          | Стіг із Дампа                                  | Барні                          | Міні-серіал                                                         |
| 2003 | Love Actually                             | Реальна Любов                                  | Сем                            | Перший фільм разом із Коліном Фертом, Олівією Олсен, Еммою Томпсон  |
| 2003 | Entrusted                                 | -                                              | Томас вон Галл                 | Для цієї ролі Томас вчився грати на піаніно                         |
| 2003 | Hitler: The Rise of Evil                  | Гітлер: Піднесення зла                         | Юний Гітлер                    | Телефільм                                                           |
| 2003 | Ultimate Force                            | Елітне військо                                 | Габріель                       | Серіал, Епізод «What in the name of God»                            |
| 2004 | Feather Boy                               | -                                              | Роберт Нобель                  | Міні-серіал                                                         |
| 2005 | Nanny McPhee                              | Моя жахлива няня                               | Саймон Браун                   | Другий фільм спільно з Коліном Фертом та Олівією Олсен              |
| 2006 | Molly: An American Girl on the Home Front | -                                              | Boy in Spelling Bee            | Телефільм                                                           |
| 2006 | Tristan and Isolde                        | Трістан та Ізольда                             | Юний Трістан                   | Вистава                                                             |
| 2007 | The Last Legion                           | Останній Легіон                                | Ромул Август                   | Друга роль у історичному фільмі, третій фільм із Коліном Фертом     |
| 2007 | Docotor Who                               | Доктор Хто                                     | Тім Латмер                     | Епізоди Human Nature і The Family of Blood                          |
| 2008 | Phineas and Ferb                          | Фінеас і Ферб                                  | голос персонажа Ферба Флетчера | Мульт-серіал, усі епізоди                                           |
| 2008 | Pinocchio                                 | Піноккіо                                       | Фетіль                         | Телефільм                                                           |
| 2009 | Bright Star                               | Сяюча Зірка                                    | Семюель Браун                  | Прем'єра відбулася 15 травня 2009 року на Каннському кінофестивалі. |
| 2010 | Nowhere Boy                               | Стати Джоном Ленноном                          | Юний Пол Маккартні             | Телефільм                                                           |
| 2010 | Some Dogs Bite                            | -                                              | Кессі                          | Телефільм                                                           |
| 2011 | Death of a Superhero                      | Смерть супергероя                              | Дональд Кларк                  | Телефільм                                                           |
| 2011 | Albatross                                 | Альбатрос                                      | Марк                           | Телефільм                                                           |
| 2012 | The Baytown Outlaws                       | Бейтаун поза законом                           | Роб                            | Телефільм                                                           |
| 2013 | Orbit Ever After                          | -                                              | НІгель                         | Короткометражний Фільм                                              |
| 2013 | Game of Trones                            | Гра Престолів                                  | Жойен Рід                      | Серіал                                                              |
| 2014 | The Maze Runner                           | Той, що біжить лабіринтом                      | Ньют                           | Телефільм                                                           |
| 2014 | Phantom Halo                              | -                                              | Сємюель Емерсон                | Телефільм                                                           |
| 2015 | Maze Runner: The Scorch Trials            | Той, що біжить лабіринтом: Випробування вогнем | Ньют                           | Телефільм                                                           |
| 2018 | Maze Runner: Death Treatment              | Той, що біжить лабіринтом: Ліки від смерті     | Ньют                           | Телефільм                                                           |
| 2020 | The Queen's Gambit                        | Ферзевий гамбіт                                | Бенні Уоттс                    | Серіал                                                              |

## Радіоп'єси
| Рік  | Оригінальна Назва               | Українська Назва              | Роль   | Примітки                           |
| ---- | ------------------------------- | ----------------------------- | ------ | ---------------------------------- |
| 2007 | Country Life                    | Сільське Життя                | Борис  | В ефірі з 22 березня на BBC Radio. |
| 2007 | Doctor Who:The Mind’s Eye       | Доктор Хто: Очі Розуму        | Кайл   | Дата випуску: листопад 2007        |
| 2008 | Doctor Who:The Bride of Peladon | Доктор Хто: Наречена Пеладона | Шахтар | Дата випуску: січень 2008          |

## Нагороди та номінації

### Нагороди
- 2003 «Monte Carlo Film Festival» — Найкращий актор у мінісеріалі за фільм «Поручитель».
- 2006 Нагорода «British Teen Choice».

### Номінації
- 2004 «Phoenix Film Critics Society Awards» — Best Performance by a Youth in a Lead or Supporting Role — Male, за фільм «Реальна любов»
- 2004 «Golden Satellite AwardGolden Satellite Award» — Best Performance by an Actor in a Supporting Role, Comedy or Musical, за фільм «Реальна любов».
- 2004 Премія «Молодий актор» — Best Performance in a Feature Film — Supporting Young Actor, за фільм «Реальна любов».
- 2004 Премія «International Press AcademyInternational Press Academy» — Actor In A Supporting Role, Comedy Or Musical, за фільм «Реальна любов».
- 2007 Премія «Молодий актор» — Best Performance in a Feature Film: Leading Young Actor і Best Young Ensemble in a Feature Film, за фільм «Моя жахлива няня».
- 2008 Премія «Молодий актор» — Best Performance in an International Feature Film — Leading Young Performer, за фільм «Останній Легіон».